# Yuval Abraham
Yuval Abraham est un journaliste d'investigation israélien. Il est aussi coréalisateur du film documentaire No Other Land.

## Biographie
Né dans une famille de classe moyenne de Jérusalem en 1995, Yuval Abraham apprend l’arabe en partie grâce à l’un de ses grands-pères, originaire du Yémen. Une de ses grands-mères est née dans un camp de concentration italien en Libye et une partie de sa famille a été tuée pendant l’Holocauste. Grâce à sa maîtrise de la langue, qu’il enseigne en Israël en parallèle de ses premiers reportages dans des médias israéliens, comme le magazine +972, il participe à des actions pour empêcher les colons israéliens de détruire des maisons palestiniennes, en territoires occupés, en s’installant sur place dans des familles de Cisjordanie.
En 2020, Yuval Abraham crée la plate-forme We Beyond the Fence (« Nous au-delà du mur »), avec Ahmed Alnaouq, un journaliste palestinien : le site propose des textes, traduits en hébreu, qui racontent le quotidien des Palestiniens de l’enclave sous blocus depuis 2007. Le projet est de faire entendre à un public israélien les « voix palestiniennes », après avoir mis en place une idée similaire, en anglais, sur We Are NOT Numbers ! (« Nous ne sommes pas des nombres »), dès 2014. Le projet s’arrête brusquement en novembre 2023, quand 21 membres de la famille d’Ahmed Alnaouq sont tués dans une frappe aérienne de l’armée israélienne.
Il révèle pendant la guerre de Gaza l'existence du programme militaire d’intelligence artificielle Lavender (« lavande »), qui, au moyen d’algorithmes, a automatisé l’identification de cibles. Ce système a été largement utilisé au cours de cette guerre par l'armée israélienne pour déclencher des frappes aériennes responsables de milliers de morts civils. Il révèle également les pressions du Mossad contre la Cour pénale internationale (CPI) pour l’empêcher d'enquêter sur Israël. Il dispose de nombreux contacts dans le renseignement israélien.
Il réalise en 2024 avec Basel Adra le film documentaire No Other Land qui traite des destructions de propriétés palestiniennes par Israël en Palestine occupée. Le film reçoit l’Oscar du meilleur documentaire en 2025.